# Las Tapias
Las Tapias é uma comuna da província de Córdoba, na Argentina. Tem 1.300 habitantes.

## Economia
A principal atividade económica da cidade é o turismo.
As atividades noturnas também são importantes para a economia local, já que existem numerosos bares, confiterías, etc.
Outras atividades económicas de importância para Las Tapias é a produção de ladrilhos de alta qualidade.